# Nokia N71
Nokia N71 – telefon komórkowy wprowadzony na rynek w listopadzie 2005 roku przez firmę Nokia. Należy on do serii urządzeń Nokia N.

## Dane techniczne

### System operacyjny
- Symbian 9.1
- Interfejs użytkownika: Series 60, 3rd Edition, Feature Pack 1

### Procesor
- Dual ARM 9, 220 MHz

### Pamięć
- 10 MB
- 64 MB pamięci RAM
- 64 MB pamięci ROM
- Możliwość zwiększenia pojemności pamięci poprzez włożenie karty miniSD

### Wyświetlacz

#### Główny
- Wyświetlacz typu TFT
- 256 tys. kolorów
- 240x320 pikseli
- Przekątna: 2,4 cala

#### Dodatkowy
- Wyświetlacz typu TFT
- 64 tys. kolorów
- 96 × 68 pix

### Aparat

#### Główny
- Carl Zeiss
- 2 Mpix
- zoom cyfrowy x 20

#### Dodatkowy
- Matryca 0.3 Mpix
- rozdzielczość 640 × 480 px
- zoom cyfrowy x 2

### Zasilanie
- Ładowanie przez port USB
- Wymienna bateria

#### Maks. czas działania telefonu w sieci 2G
- Podczas czuwania 2G – 320 godz.
- Podczas rozmów – 320 godz.

## Transmisja danych
| CSD  | Tak      |
| GPRS | Klasa 10 |
| EDGE | Klasa 10 |
| 3G   | Tak      |

## Funkcje dodatkowe
Dodatkowo telefon wyposażony jest w:
- Przeglądarkę HTML
- klienta e-mail używającego protokołów POP3, IMAP4, SMTP
- zegar
- stoper
- minutnik
- kalendarz
- dyktafon
- kalkulator
- funkcję push to talk
- wymienną obudowę
- odtwarzacz muzyki obsługujący formaty: MP3, AAC, AAC+, eAAC+, WMA, WAV, M4A, MPEG-4, ACC, LC, AMR-NB
- odtwarzacz wideo